# Argiolaus glaucus
Argiolaus glaucus är en fjärilsart som beskrevs av Butler 1885. Argiolaus glaucus ingår i släktet Argiolaus och familjen juvelvingar. Inga underarter finns listade i Catalogue of Life.